# Madraça Kosh

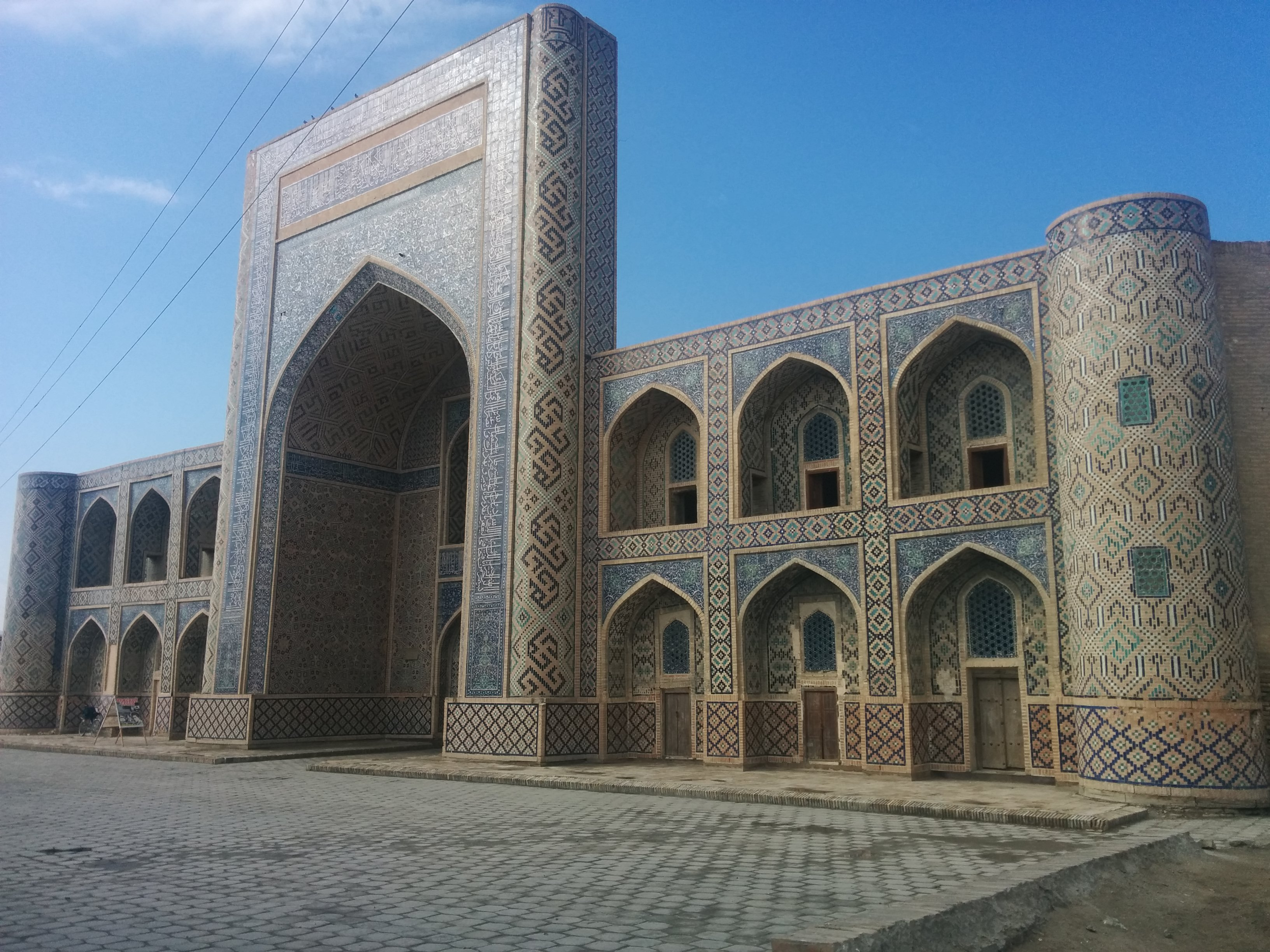
Fachada da Madraça de Abedalá Cã

Madraça Kosh (em usbeque: Qoʻshmadrasa) é o nome dado a um conjunto monumental do tipo kosh constitituído pela Madraça de Modari Cã (em usbeque: Modarixon madrasasi) e pela Madraça de Abedalá Cã (em usbeque: Abdullaxon madrasasi) e, situadas frente a frente no centro histórico de Bucara, um sítio classificado como Património Mundial pela UNESCO no Usbequistão. Ambas as madraças foram construídas pelo Abedalá Cã II, o último monarca da dinastia xaibânida do Canato de Bucara.

## Descrição e história
Abedalá Cã conquistou Bucara em 1557, com o apoio de xeiques sufis. Inicialmente declarou o seu pai, Iscandar, grão-cã supremo dos usbeques, mas Iscandar estava mais interessado em religião do que nos assuntos de estado, pelo que Abedalá assumiu a coroa do canato, cargo que manteve durante 41 anos, até à sua morte em 1598. O seu longo reinado coincidiu com o terceiro e último período de intensa construção em Bucara, durante o qual foram construídos e reconstruídos em Bucara vários monumentos e infraestruturas cívicas, como mercados, bazares cobertos, caravançarais, hauzes (lagos) e khanqahs (albergues de sufis). Entre os monumentos erigidos nessa época estão, por exemplo, a Madraça Kukeldash e o conjunto de Khoja Gaukushan, além das madraças de Modari Cã e de Abedalá Cã.
O conjunto kosh das duas madraças situa-se a sudoeste da praça Registan. Ao contrário do que é usual nas madraças centro-asiáticas, nenhum dos eixos das madraças está orientado em direção a Meca. Em vez disso, o eixo principal está orientado a noroeste, provavelmente seguindo o traçado duma rua já existente, com a Madraça de Modari Cã a sudeste e a Madraça de Abedalá Cã em frente, a noroeste.

## Madraça de Modari Cã
O su nome significa "madraça da mãe do cã" e foi construída entre 1566 e 1567. É um edifício austero e relativamente pequeno, comparativamente a outras madraças de Bucara. Praticamente não tem decorações, à exceção do pórtico, cujo interior é ornamentado com azulejos. Alguns autores interpretam a pobreza da decoração como um sinal de declínio dos padrões artísticos no período da construção. O pórtico, orientado a noroeste, está ligeiramente inclinado em relação ao eixo do pátio, que está orientado na direção oeste-noroeste, pelo que o perímetro do edifício é trapezoidal e não retangular. O pátio tem apenas dois ivãs, em vez dos quatro usuais noutras madraças de Bucara. O interior é sobretudo utilitário, com hujras (celas-dormitório dos estudantes) a espaços regulares e salas de aula nos cantos.

## Madraça de Abedalá Cã
Foi construída entre 1589 e 1590 ou, segundo outras fontes, entre 1598 e 1599. À semelhança da Madraça de Modari Cã, também é um edifício com bastante menos decorações do que a generalidade das madraças históricas de Bucara, algo que alguns autores interpretam como um sinal do declínio dos padrões artísticos no final do período xaibânida. Contudo, na Madraça de Abedalá Cã esse relativo despojamento é menos evidente do que na Madraça de Modari Cã, devido aos trabalhos de restauro levados a cabo após a independência do Usbequistão, a partir de 1990, durante os quais a fachada voltou a ser coberta com o que supostamente é a reconstituição dos seus azulejos originais. Em algumas partes foram mantidos alguns azulejos originais, como por exemplo no vértice do arco do ivã da fachada.
Embora a planta da madraça seja baseada no tipo tradicional de madraça de quatro ivãs, o perímetro do edifício não é exatamente retangular. O canto sudoeste é protuberante e a meio dos lados ocidental e norte há duas partes salientes. Na parte saliente do lado norte há uma câmara com um cúpula. No canto nordeste  há um torreão. Devido à orientação do eixo do edifício, a mesquita, situada no canto nordeste, tem os eixos desalinhados com o resto do edifício, para que o mirabe fique orientado para Meca. Segundo alguns autores, é provável que a sala da mesquita tivesse sido inicialmente projetada para ser o túmulo do cã e só depois tivesse sido convertida em mesquita.
A disposição das hujras no pátio não segue a tipologia típica das madraças centro-asiáticas. Em vez de todas elas se abrirem para lógias viradas para o pátio, o aceso às hujras é feito por passagens estreitas que saem de vestíbulos retangulares ou pentagonais abertos para o pátio e várias celas estão ligadas umas à outras. Esta disposição aumentou o número total de celas e fez com que o pátio seja chanfrado. As passagens que conduzem para o interior dos dois cantos do norte do pátio passam por duas salas e dão acesso à escadaria do minarete. Devido às salas interiores serem maiores do que é comum, a construção de suporte também é maior do que é comum, complicando-se de tal forma que a estrutura quase se tornou um elemento ornamental, dando ao edifício uma individualidade única.